# Острова Кука на летних Олимпийских играх 1996
Острова Кука принимали участие в Летних Олимпийских играх 1996 года в Атланте (США) в третий раз за свою историю, но не завоевали ни одной медали. Сборную страны представляло трое спортсменов, в том числе одна женщина, принимавшие участие в соревнованиях по лёгкой атлетике, парусному спорту и тяжёлой атлетике.

## Лёгкая атлетика
Спортсменов — 1
Мужчины
| Спортсмен   | Вид  | Забег     | Забег | Полуфинал | Полуфинал | Четвертьфинал | Четвертьфинал | Финал     | Финал     |
| Спортсмен   | Вид  | Результат | Место | Результат | Место     | Результат     | Место         | Результат | Место     |
| ----------- | ---- | --------- | ----- | --------- | --------- | ------------- | ------------- | --------- | --------- |
| Марк Шервин | 100м | 11,41     | 9     | Не прошёл | Не прошёл | Не прошёл     | Не прошёл     | Не прошёл | Не прошёл |

## Парусный спорт
Спортсменов — 1
Женщины
| Класс          | Спортсмен    | Гонка | Гонка | Гонка | Гонка | Гонка | Гонка | Гонка | Гонка | Гонка | Результат | Место |
| Класс          | Спортсмен    | 1     | 2     | 3     | 4     | 5     | 6     | 7     | 8     | 9     | Результат | Место |
| -------------- | ------------ | ----- | ----- | ----- | ----- | ----- | ----- | ----- | ----- | ----- | --------- | ----- |
| Парусная доска | Турия Вогель | 24    | 26    | 21    | 27    | 24    | 19    | 19    | 22    | 17    | 146       | 22    |

## Тяжёлая атлетика
Спортсменов — 1
| Спортсмен           | Категория | Масса | Рывок | Рывок | Рывок | Толчок | Толчок | Толчок | Всего | Место |
| Спортсмен           | Категория | Масса | 1     | 2     | 3     | 1      | 2      | 3      | Всего | Место |
| ------------------- | --------- | ----- | ----- | ----- | ----- | ------ | ------ | ------ | ----- | ----- |
| Самуэль Нунуку Пера | 99 кг     | 98,11 | 115   | 120   | 125   | 150    | 160    | 165    | 285   | 24    |